# Приключения Хомы
«Приключения Хо́мы» — советский рисованный мультипликационный фильм режиссёра Гарри Бардина, созданный на студии «Союзмультфильм».
Поставлен по сказкам Альберта Иванова «Как Хома зарядкой занимался», «Как Хома на дальнее поле за рощу ходил» и «Как Хома рассмеялся» о том, как ленивый хомяк Хома заставил Суслика выполнять за него все повседневные дела.

## Сюжет
Жили по соседству два друга: хомяк Хома и Суслик, каждый в своей норе. Хома хотел отправить Суслика за горохом, но в итоге отправился сам, нарвал стручков, часть за щёки засыпал, а два стручка понёс. По дороге его лягушки так рассмешили, что все горошины из-за щёк вылетели. Пока Хома от хохота в себя приходил, Суслик стручки съел.

## Создатели
| автор сценария             | Альберт Иванов                                                                               |
| режиссёр                   | Гарри Бардин                                                                                 |
| художник-постановщик       | Леонид Шварцман                                                                              |
| композитор                 | Михаил Меерович                                                                              |
| оператор                   | Михаил Друян                                                                                 |
| звукооператор              | Борис Фильчиков                                                                              |
| монтажёр                   | Маргарита Михеева                                                                            |
| художники-мультипликаторы: | Ольга Орлова, Галина Зеброва, Марина Рогова, Владимир Крумин, Олег Комаров, Виктор Арсентьев |
| художники:                 | Дмитрий Анпилов, Сергей Маракасов                                                            |
| ассистенты:                | Татьяна Митителло, Елена Гололобова, Нина Саратова                                           |
| редактор                   | Елена Михайлова                                                                              |
| директор картины           | Любовь Бутырина                                                                              |

## Роли озвучивали
| Актёр            | Роль   |
| ---------------- | ------ |
| Алексей Борзунов | Хома   |
| Валерий Носик    | Суслик |

## Аудиосказка
В 1990-е годы на аудиокассетах изданием Twic Lyrec была выпущена аудиосказка по одноимённому мультфильму с текстом Александра Пожарова.